# Habenaria mello-leitonii
Habenaria mello-leitonii är en orkidéart som beskrevs av Augusto Ruschi. Habenaria mello-leitonii ingår i släktet Habenaria och familjen orkidéer. Inga underarter finns listade i Catalogue of Life.